# Mademoiselle Modiste
Pour plus de détails, voir Fiche technique et Distribution.
Mademoiselle Modiste est un film américain réalisé par Robert Z. Leonard, sorti en 1926.

## Fiche technique
- Titre français : Mademoiselle Modiste
- Réalisation : Robert Z. Leonard
- Scénario : Adelaide Heilbron et Ralph Spence d'après l'opérette de Henry Martyn Blossom (en) et Victor Herbert
- Photographie : George Barnes
- Montage : Cyril Gardner
- Pays de production : États-Unis
- Format : Noir et blanc - 1,33:1 - Film muet
- Genre : comédie
- Durée : 70 minutes
- Date de sortie : 1926

## Distribution
- Corinne Griffith : Fifi
- Norman Kerry : Etienne
- Willard Louis : Hiram Bent
- Dorothy Cumming : Marianne
- Rose Dione : Madame Claire